# Cyttaria

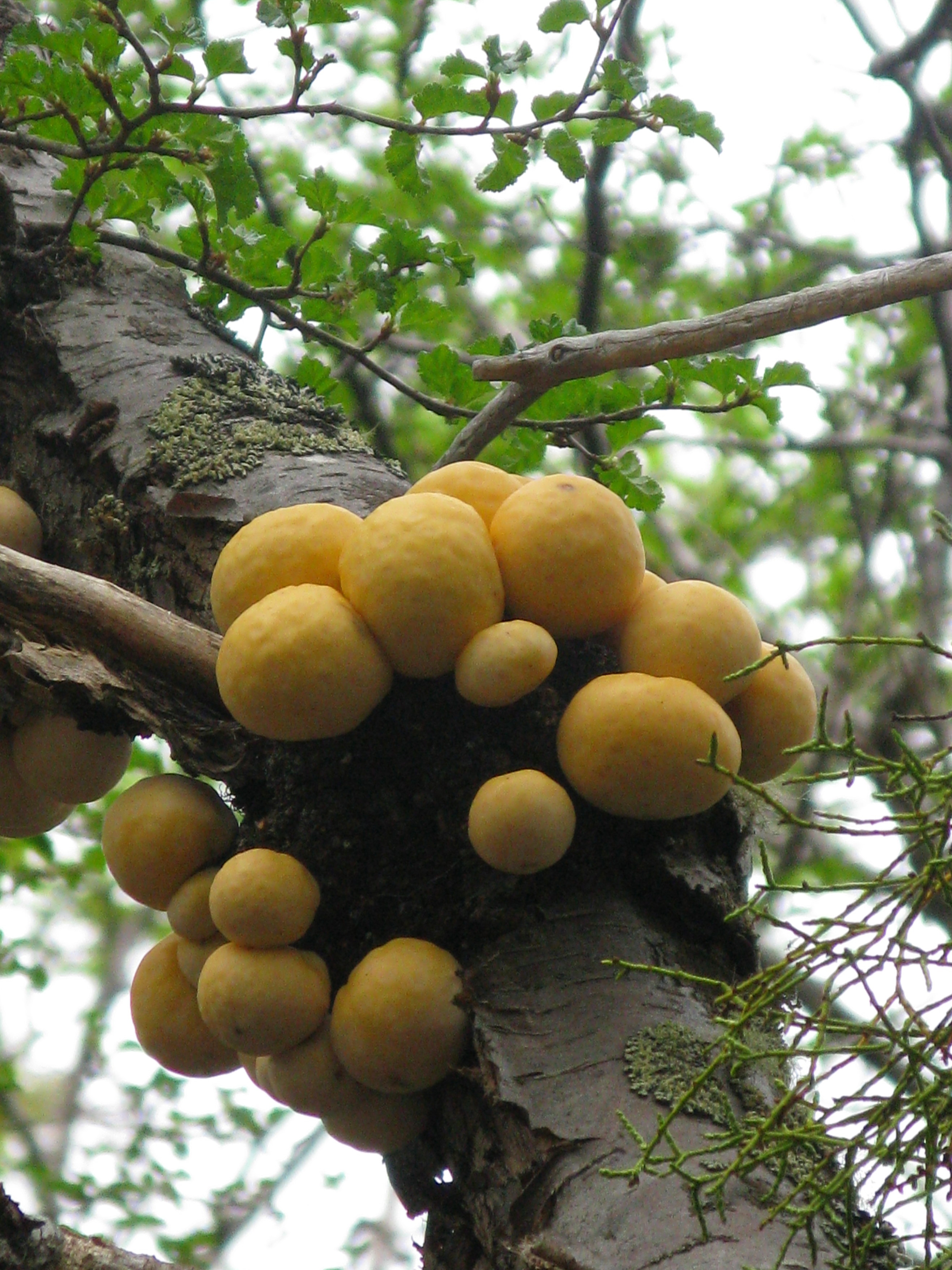
Cyttaria hariotii

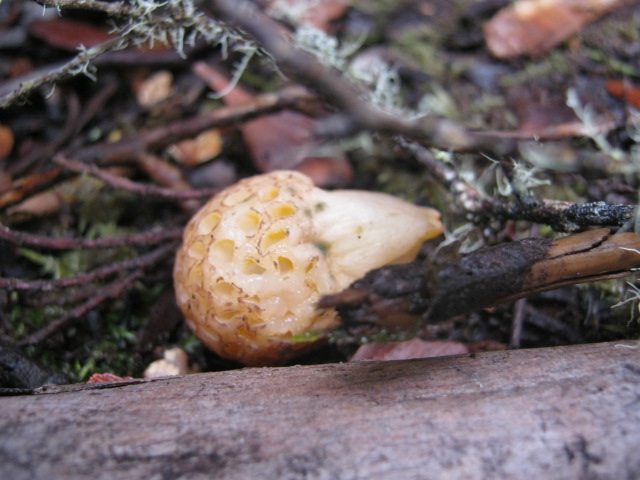
Cyttaria gunii auf Laubstreu unter Nothofagus cunninghamii

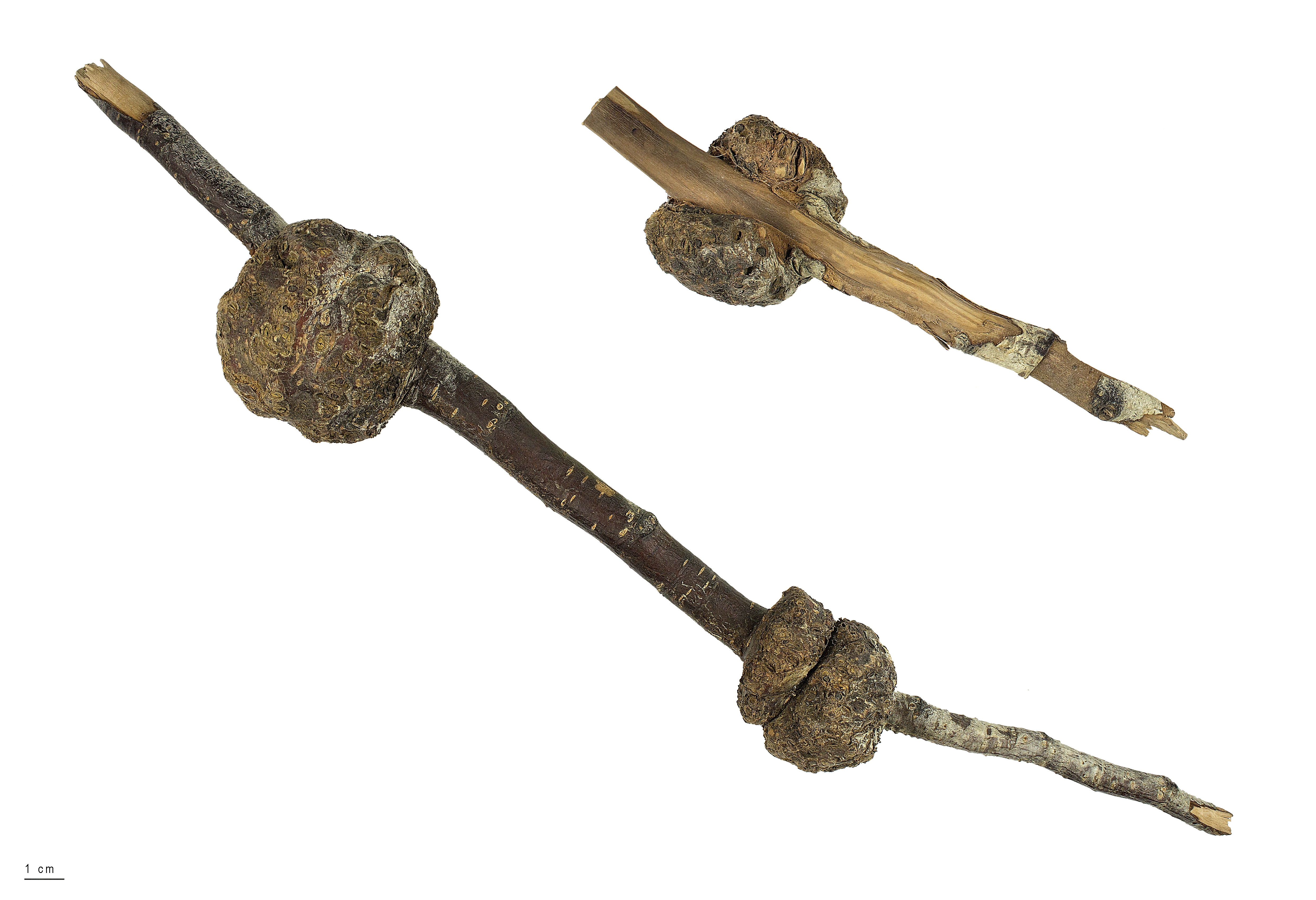
Cyttaria sp.

Cyttaria sind eine Gattung parasitischer Schlauchpilze (Ascomycota), die eine eigene Familie Cyttariaceae bilden. Sie bildeten bis 2021 auch die Ordnung Cyttariales, gehören aber zu den Helotiales.
Die Gattung enthält rund ein Dutzend Arten, die alle parasitisch auf Scheinbuchen (Nothofagus) leben, also auf die Südhemisphäre beschränkt sind.
Die Fruchtkörper sind große, fleischige runde bis birnenförmige Gebilde, die aus Gallen an lebenden Zweigen des Wirtsbaums wachsen. In manchen Arten bilden die Fruchtkörper in einem frühen Stadium Pyknidien, und später mehrere getrennte, schalenförmige Kammern mit den Asci. Die Asci haben eine dünne Zellwand und einen apikalen Amyloid-Ring.
Der „Llao-llao“-Pilz Cyttaria hariotii, einer der häufigsten Pilze in den Wäldern der Anden und Patagoniens, beherbergt nachweislich die Hefe Saccharomyces eubayanus, die als eine der beiden Elternspezies der hybriden untergärigen Hefe Saccharomyces pastorianus die Ursache für deren Kältetoleranz ist.

## Systematik
Cyttaria wurde früher in verschiedenen Gruppen, wie den Becherlingsartigen oder den Helotiales, geführt. Phylogenetische Studien haben sie jedoch deutlich in die Klasse Leotiomycetes gestellt, wobei sie aber innerhalb der Helotiales liegen. Letztere waren jedoch nicht monophyletisch, weshalb Cyttaria bis 2021 weiter als eigene Ordnung geführt wurde. Ihre nächsten Verwandten dürfte die Gattung Chlorociboria sein, eine australasische, Totholz bewohnende Gattung.